# 澤知央
澤 知央（さわ ちひろ、2004年10月2日 - ）は、日本の女子バスケットボール選手である。ポジションはパワーフォワード。Wリーグの三菱電機コアラーズ所属。

## 来歴
富山県出身。
龍谷富山高校3年次にU19日本代表に選出
卒業後、三菱電機コアラーズに加入。同年のU19ワールドカップにも出場。

## 日本代表歴
- 2023 U19ワールドカップ